# Le Parc-aux-Cerfs
Le Parc-aux Cerfs est un roman de Michel Peyramaure publié en 2011.

## Résumé
En 1721 à Paris, Bastien, 16 ans, note tout ce qu'il apprend sur Louis XV. Il épouse Marie, polonaise, en 1725 à 15 ans. En 1737 il déclare que sa favorite est Louise de Nesle et en 1738, il s'éprend de sa sœur Pauline qui lui donne Demi-Louis (non reconnu) et meurt. Il congédie Louise puis courtise deux autres de ses sœurs : Marie-Anne puis Diane. La première meurt en 1744 et le roi s'éprend de Jeanne (Mme de Pompadour). En 1752, il s'éprend de Marie Louise qu'il loge dans le quartier du Parc-aux-Cerfs qu'il réutilise souvent après. En 1758, il est blessé au couteau par Damiens. En 1761 il s'éprend d'Anne, qui lui donne un enfant, qu'il reconnaît. La reine meurt en 1768. En 1770 le roi prend Jeanne Bécu comme favorite et meurt en 1774. Cependant, Bastien connait lui aussi des péripéties amoureuses.